# Estadio Independencia (Gambia)
El Estadio Independencia (en inglés: Independence Stadium) es un estadio de usos múltiples en la localidad de Bakau, en el país africano de Gambia. Actualmente se utiliza sobre todo para los partidos de fútbol, aunque también se utiliza para conciertos musicales, eventos políticos, ferias y celebraciones nacionales. El estadio tiene capacidad para 30.000 personas. 
El 22 de julio de 2004, los jefes de Estado y dignatarios de varios países africanos, y el primer ministro de Taiwán asistieron a un gran desfile para conmemorar el décimo aniversario de la asunción al poder del presidente Jammeh.